# Axiomat (sbírka povídek)
Axiomat je sbírka sci-fi povídek, autorem je Greg Egan. Z originálu Axiomatic (1995) byla přeložena roku 1998. Autory překladu jsou Petr Kotrle, Blanka Vykoukalová, a Jiří Emmer. Originál oproti českému Axiomatu obsahuje také povídky Eugene, Blood Sisters, The Moat a The Cutie. Vydalo nakladatelství AF167, Brno 1998, ISBN 80-85384-29-9.
Kniha obsahuje celkem 14 povídek a nejlépe ji snad vystihují slova na zadní straně přebalu knihy:
„Axiomat obsahuje víc originálních nápadů než všechny ostatní sci-fi knihy za posledních deset let dohromady. Eganovy vědecké náměty oscilují od fyziky k molekulární biologii, od umělé inteligence až ke genetickému inženýrství a lékařské etice.“
Sbírka obsahuje tyto povídky:
- Věčný atentátník (The Infinite Assassin) - o paralelních světech, jedné droze a smrti ve všech vesmírech (které autor popisuje jako paralelní vesmíry řídící se podobnými zákony, jako třeba množiny v matematice).
- Deník sta světelných let (The Hundred-Light-Year Diary) - psali byste pravdu nebo milosrdnou lež do deníku, jejž si ke konci života můžete poslat jako dárek ke křtinám? Věřili byste takovému deníku?
- Laskání (The Caress) - leopard s dívčí hlavou a genetika pro potěšení bohatého milovníka „umění“.
- Axiomat (Axiomatic) - Nanotechnologie, jež mění vaše názory. Nedokážete zabít? Stačí si na černém trhu vybrat správný model.
- Bezpečností schránka (The Safe-Deposit Box) - Žít každý den v jiném těle není legrace. Jak zjistit, co se děje, a kdy zjistíte, že tohle není normální?
- Vidění (Seeing) - Vnímá svět, jako by měl oči a uši metr nad vlastní hlavou. Opravdu nepříjemné poškození mozku.
- Únos (A Kidnapping) - Zaplatili byste únoscům virtuální kopie vaši drahé polovičky? Ne? A vydrželi byste poslouchat její pláč?
- Učím se být sám sebou (Learning to Be Me) - Čip ve vašem mozku přebere jeho funkci až bude potřeba. Umělá neuronová síť celý život trénuje, aby byla jeho kopií. Budete to po přepnutí stále vy? Kolem třicítky je ta nejvhodnější doba nechat se přepnout a žít věčně.
- Vycházka (The walk) - Do lesa, s pistolí za zády. Názor na smrt v okamžiku, kdy se její poznání neodvratně blíží.
- Do tmy (Into Darkness) - V budoucnosti nejspíš nevyšel experiment s cestováním v čase. Běžci pomáhají lidem dostat se dovnitř bubliny a doufají v její brzký přesun.
- Láska jak má být (Appropriate Love) - Autonehoda. Co všechno uděláte pro svého milého? Vypěstování nového těla trvá dva roky a nejlevnější způsob, jak uchovat jeho mozek, je „biologický mechanizmus podpory života“, resp. vaše děloha.
- Morální virolog (The Moral Virologist) - viry, informace a přístroje budoucnosti v rukou vykonavatele spravedlnosti. „Cizoložníci! Sodomité! Kajte se a budete spaseni…“ Jenže člověk, jenž obětoval Bohu celý život na něco při vytváření super-AIDS viru zapomněl a proto „Cizoložníci! Sodomité! Matky kojící děti starší čtyř týdnů! Kajte se a budete spaseni…“
- Blíž (Closer) - O hranicích poznání toho druhého. Sdílet jedno tělo nebo spojit dvě mysli?
- Nestabilní dráhy v prostoru lží (Unstable Orbits in the Space of Lies) - Víra ve světě vábniček a únik mimo ně. Nebo to mimo je také jen jiný typ vábničky?